# ノースウッズ作戦

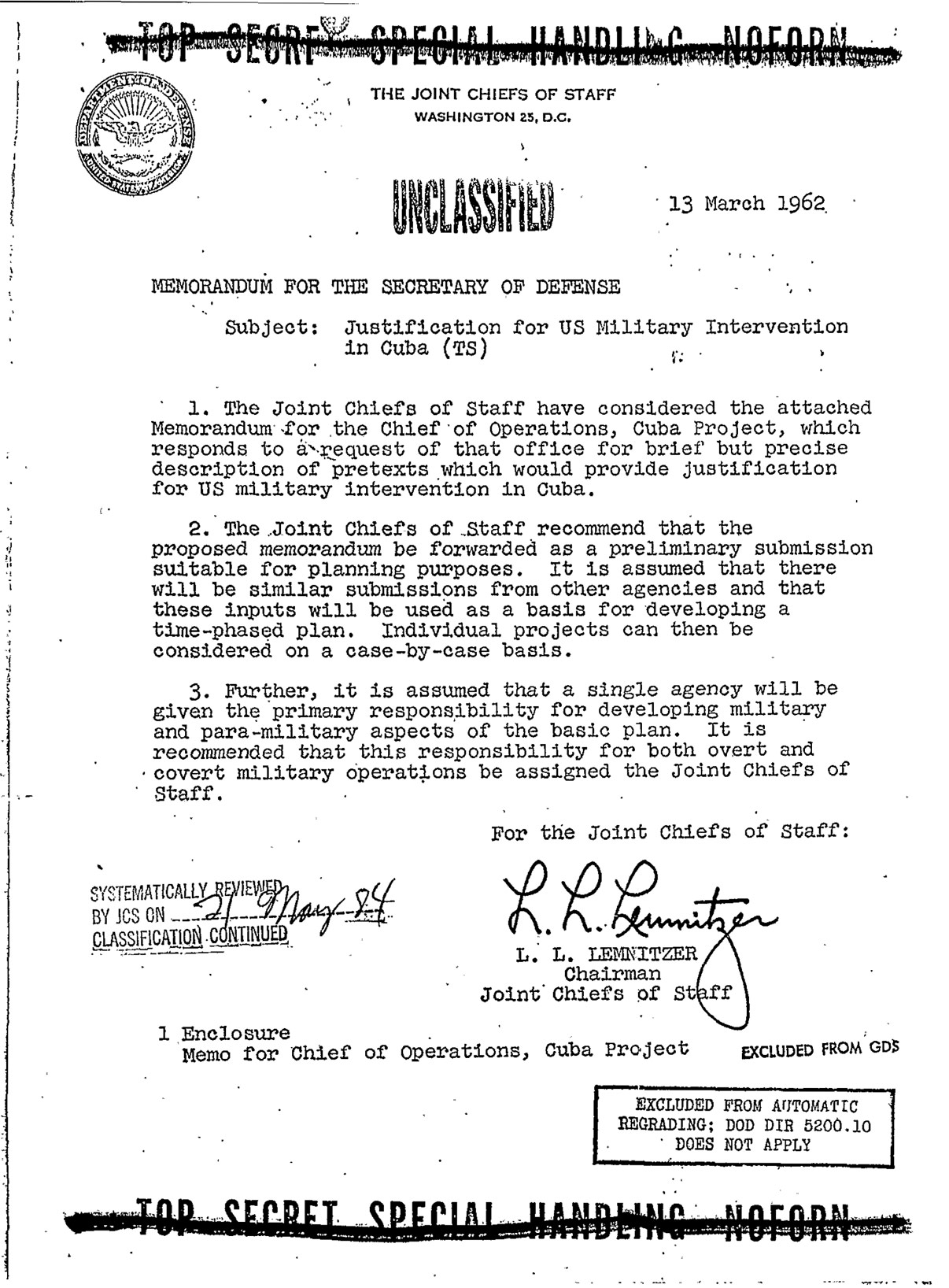
ノースウッズ作戦が記されたメモ (1962年3月13日)。

ノースウッズ作戦 (Operation Northwoods) は、1962年にキューバのカストロ政権を転覆させるためアメリカが秘密裏に計画した偽装工作の名称である。

## 概要
当時、アメリカがおこなっていた反カストロ工作（キューバ計画）の一環として計画された。テロリストに見せかけた攻撃をアメリカ国内で起こすことによって、アメリカ国民の対キューバ感情を悪化させ、内外の世論をキューバ攻撃の容認へと向かわせることを目的としていたが、実際には実行されなかった。この計画を記した文書はそれまで機密扱いであったが、1997年、ケネディ大統領暗殺事件に関する記録を調査する委員会によって一般に知られるところとなった。計画文書によれば、この作戦の実行によって得られる結果は「無謀なキューバ政府によって、アメリカの安全がおびやかされているという構図をつくりあげ、キューバの存在が西欧社会にとって脅威となりうるという国際的なイメージを形成すること」とある。ノースウッズ作戦はアメリカ統合参謀本部によって起案され、当時のライマン・レムニッツァー統合参謀本部議長がこれに署名した。
この文書ではいくつかの計画が提案されているが、そのうちのひとつはアメリカのマイアミ周辺で「（偽の）共産主義者によるテロ」を起こす、というものであった。フロリダにあるほかの都市や、ワシントンでの実行も提案されている。ほかにもアメリカ軍や一般市民を巻き込んだ攻撃が計画されていた。
もともとこの文書はケネディ大統領の暗殺陰謀説との関連で公開されたものであった。公式な記録は残っていないものの、アメリカのケネディ大統領はこの計画を却下し、署名したレムニッツァーを更迭したと伝えられている。しかし9/11陰謀説をとなえる人々の中には、アメリカ政府がこのような一般市民を巻き込むテロ計画を実際に計画していたことから、2001年に起きたアメリカ同時多発テロ事件との間に関連性を指摘する人もいる。